# Aura Noire
Aura Noire è il sesto album in studio del gruppo black metal norvegese Aura Noir, pubblicato nel 2018.

## Tracce
1. Dark Lung of the Storm – 3:26
2. Grave Dweller – 3:25
3. Hell’s Lost Chambers – 6:04
4. The Obscuration – 2:33
5. Demoniac Flow – 3:40
6. Shades Ablaze – 2:56
7. Mordant Wind – 5:07
8. Cold Bone Grasp – 3:30
9. Outro – 1:52

## Formazione
- Aggressor (Carl-Michael Eide) - basso, voce
- Apollyon (Ole Jørgen Moe) - batteria, voce
- Blasphemer (Rune Erickson) - chitarre